# CODEN
CODEN es un código alfanumérico de seis caracteres, aplicado con fines bibliográficos de acuerdo con la norma ASTM E250, que proporciona una identificación concisa, única  e inequívoca de los títulos de publicaciones científicas periódicas y publicaciones no periódicas de todas las materias.
El código CODEN es usado habitualmente por la comunidad científica como un sistema simplificado de citas para artículos citados en publicaciones técnicas, como las relacionadas con la química y como una herramienta de búsqueda en varios catálogos en línea y bases de datos bibliográficos.

## Historia
El sistema CODEN fue diseñado por Charles Bishop (Instituto de Investigación de Enfermedades Crónicas de la Universidad de Buffalo, Universidad Estatal de Nueva York, ya jubilado), y pensado inicialmente como una ayuda mnemotécnica para designar las publicaciones en su colección de referencia. Bishop tomó las letras iniciales de las palabras de los títulos de las publicaciones para obtener con ellas un código, que le ayudó a organizar las publicaciones. En 1953 publicó su sistema de documentación, originalmente diseñado como un sistema CODEN de cuatro dígitos, a los que añadía el número de volumen y la página, a fin de citar y localizar exactamente un artículo en una revista. Más tarde, publicó una variante en 1957.
Cuando Bishop había asignado unos 4000 CODEN, el sistema CODEN de cuatro dígitos siguió desarrollándose desde 1961 por el Dr. Kuentzel en la Sociedad Americana para Pruebas de Materiales (ASTM) quien también introdujo el quinto dígito para los códigos CODEN. En el comienzo de la era de las computadoras, el sistema CODEN fue pensado como un sistema de identificación de lectura mecánica de las publicaciones periódicas. En varias actualizaciones desde 1963, los códigos CODEN fueron registrados y publicados en el CODEN for Periodical Titles by ASTM, contando con alrededor de 128.000 códigos diferentes, a finales de 1974.
A pesar de que en 1966 fue reconocido que un código CODEN de cinco dígitos no sería suficiente para codificar todos los futuros títulos de publicaciones, se define aún como un código de cinco dígitos figurando en la norma ASTM E250 hasta 1972. En el año 1976 la norma de la ASTM E250-76 definió un nuevo código CODEN de seis dígitos.
Al comienzo del año 1975, el sistema CODEN estaba bajo de la responsabilidad de la Sociedad Americana de Química.
Hoy en día, los primeros cuatro dígitos del CODEN de seis cifras se han tomado de las letras iniciales de las palabras de un título de la serie, seguido de un quinto dígito, comprendido entre las seis primeras letras (A-F) del alfabeto, indicando este último de qué red fue tomado el código CODEN. El sexto y último dígito del identificador CODEN es un dígito de control de los caracteres anteriores, calculado automáticamente, que puede ser un carácter numérico (2-9) o alfabético (A-Z). El sistema CODEN siempre utiliza letras mayúsculas.
En contraste con el código CODEN de una publicación periódica, los dos primeros dígitos de un CODEN asignado a una publicación no periódica (por ejemplo, actas de congresos) están ocupados con números arábigos.
En 1975, el Servicio Internacional CODEN situado en el Chemical Abstracts Service (CAS) se convirtió en responsable de un mayor desarrollo de la CODEN. El CODEN se asigna automáticamente a todas las publicaciones referenciadas por el CAS. A petición de los editores del Servicio Internacional CODEN también se asigna identificador CODEN a publicaciones no relacionadas con la química. Por esta razón loscódigos CODEN también se pueden encontrar en otras bases de datos (RTECS por ejemplo, o BIOSIS), y se asignan también a publicaciones periódicas o revistas, que no están contempladas en el CAS.